# Paul Bernardo
Paul Kenneth Bernardo (även känd som Paul Teale), född 27 augusti 1964 i Scarborough, Ontario, är en kanadensisk seriemördare känd för morden han begick tillsammans med sin fru Karla Homolka (född 4 maj 1970).

## Biografi
Bernardo föddes i en dysfunktionell familj. Hans far, Kenneth, var en framgångsrik affärsman tills han åtalades för sexuellt övergrepp på ett barn 1975; han började senare misshandla sin dotter. Bernardos mor, Marilyn, drabbades av en klinisk depression på grund av sin makes våldsamma beteende och gick upp en hel del i vikt. När Bernardo var i tonåren berättade hans mor att han var son till hennes före detta älskare, och att hon och hans far hållit detta hemligt genom att skriva familjens efternamn på Bernardos födelsebevis. 
Bernardo studerade på Sir Wilfrid Laurier High School och gick på University of Toronto i Scarborough. I vuxen ålder blev han anställd av Price Waterhouse och Amway. 

## Brott

### Våldtäktsmannen i Scarborough
Bernardo begick ett flertal våldsamma sexuella övergrepp i och omkring Scarborough i Ontario. De flesta av övergreppen var på kvinnor som han förföljde efter att de stigit av bussen sent på kvällen.
- Den 4 maj 1987 begick Bernardo sin första våldtäkt på en 21-årig kvinna, framför hennes föräldrars hus, efter att ha förföljt henne hem. Attacken ägde rum i över en halvtimme.
- Den 14 maj 1987 begick Bernardo sin andra våldtäkt. Han attackerade en 19-årig flicka på hennes föräldrars bakgård.
- Den 27 juli 1987, försökte Bernardo begå ännu en våldtäkt. Trots att han brutalt misshandlade den unga kvinnan tvingades han att ta till flykten när offret kämpade emot.

Den 27 oktober 1987, då Bernardo var 23, träffade han Karla Homolka på en restaurang i Scarborough. Bernardo och hans nära vän Van Smirnis gick till Homolkas hotellrum för att titta på film med hennes kollega, Debbie Purdie. Bernardo och Homolka hade sex i över tre timmar, när Purnie och Smirnis befann sig i samma rum.
- Den 16 december 1987 begick Bernardo sin tredje våldtäkt på en 15-årig flicka. Den här brutala våldtäkten ägde rum i ungefär en timme. Följande dag sände Metropolitan Toronto Police Department ut varningar till kvinnor i Scarborough som färdas ensamma på kvällen, särskilt till dem som åkte buss.
- Den 23 december 1987 begick Bernardo sin fjärde våldtäkt. Under detta våldsamma övergrepp våldtog han en 17-åring, den här gången beväpnad med en kniv som han använde för att hota sina offer. Det var först efter denna våldtäkt som benämningen "Våldtäktsmannen i Scarborough" myntades.
- Den 18 april 1988 attackerade Bernardo en 17-åring. Den här femte Scarboroughvåldtäkten varade i 45 minuter.
- Den 25 maj 1988 blev Bernardo nästan gripen av en utredare från Metro Toronto som följde efter honom från en busskur. Utredaren lade märke till hur han gömde sig under ett träd och började följa efter honom, men Bernardo kom undan.
- Den 30 maj 1988 begick Bernardo sin sjätte våldtäkt, den här gången i staden Clarkson några kilometer från Scarborough. Den våldsamma attacken mot en 18-årig kvinna ägde rum i en halvtimme.
- Bernardo försökte våldta för sjunde gången den 4 oktober 1988. Hans avsedda offer kämpade emot och blev knivhuggen två gånger i låret, en skada som krävde 12 stygn.
- Den 16 november 1988 begick Bernardo sin sjunde våldtäkt på en 18-årig flicka utanför hennes föräldrars hus.

Följande dag bildade Metro Police en specialstyrka med syftet att fånga våldtäktsmannen i Scarborough. Specialstyrkan konstaterade: "Vi uppmanar alla kvinnor till att planera sina resvägar på kvällarna med stor varsamhet. Vi ber invånare om att hålla utkik efter någon misstänkt omkringströvande på busshållplatser, och på alla andra ställen där kvinnor kan tänkas vistas. Om någon kvinna känner sig hotad skall hon omedelbart bege sig till närmaste hus, eller till en säker plats, och ringa 911."
- En skärpt granne jagade bort Bernardo den 27 december 1988 efter att han försökt begå sin åttonde våldtäkt.
- Den 20 juni 1989 försökte Bernardo ännu en gång våldta en ung kvinna; hon kämpade emot och hennes skrik drog till sig grannars uppmärksamhet. Bernardo flydde från platsen med rivsår i ansiktet.
- Den 15 augusti 1989 begick Bernardo sin åttonde våldtäkt, denna gång på en 22-årig kvinna. Han hade förföljt henne till hennes lägenhet natten innan och väntade nu utanför lägenheten på att hon skulle komma hem. Den här särskilt våldsamma attacken varade i två timmar.
- Den 21 november 1989 begick Bernardo sin nionde våldtäkt på en 15-årig flicka vilken han fått syn på i en busskur. Övergreppet ägde rum i 45 minuter.
- Den 22 december 1989 begick Bernardo sin tionde våldtäkt på en 19-årig kvinna. Övergreppet ägde rum i ett trapphus tillhörande en parkeringsplats som låg under jord och varade i en halvtimme.
- Den 27 maj 1990 begick Bernardo sin elfte våldtäkt i Scarborough. Våldtäkten ägde rum i över en timme. Det 19-åriga offers klara minnesbild av gärningsmannen gjorde det möjligt för polisen, att med hjälp av datorer, förfärdiga en fantombild av gärningsmannen. Fantombilden släpptes två dagar senare och publicerades i Torontos lokala dagstidning såväl som i andra tidningar.

Efter två månader hade mängder av tips inkommit till polisen, från Bernardos vänner och bekanta, om hur skrämmande lik han var fantombilden på Scarborough-våldtäktsmannen. Bernardo togs in på förhör av två brottsutredare. Förhöret, som ägde rum den 20 november 1990, ägde rum i 35 minuter och Bernardo lämnade frivilligt blodprov till rättsmedicinska tester. När utredarna frågade honom varför han trodde att han blev utredd för Scarboroughvåldtäkterna, medgav han att han faktiskt liknade fantombilden. Senare samma dag berättade han för Homolka om polisförhöret och övertygade henne om att han inte var Scarborough-våldtäktsmannen. Den 1 februari 1991 flyttade Bernardo till St. Catharines. Våldtäkterna i Scarborough hade upphört, men:
- Den 15 april 1991, begick Bernardo sin tolfte våldtäkt, fast den här gången i St. Catharines. Liksom vid de tidigare våldtäkterna gällde det ett ungt offer, en 14-årig flicka. Men till skillnad från de andra våldtäkterna ägde denna rum på morgonen, inte på natten. Och han förföljde inte offret från en busshållplats den här gången. Det har framkommit att detta var våldtäkten som blivit felaktigt anförd den 19 februari 1993, och som "klart påvisar samma modus operandi som våldtäktsmannen i Scarborough." Utredarna som gjorde husrannsakan påstod också felaktigt att "inga anfall begicks i det området (Scarborough)" efter att Bernardo blivit "intervjuad som  möjlig misstänkt för våldtäkterna i Scarborough november 1990." I själva verket ägde Bernardos sista våldtäkt i Scarborough rum sex månader, innan han intervjuades av polisen.

Under ett polisförhör med Karla Homolka 1993 berättade hon om hur Bernardo en gång skröt för henne om att ha våldtagit så många som 30 kvinnor, dubbelt så många som polisen misstänkte honom för. Homolka beskrev honom som "den lycklige våldtäktsmannen".
Den 21 februari rapporterade Toronto Star att Bernardo erkänt minst tio andra sexuella övergrepp på kvinnor, men som han aldrig anklagades för. Majoriteten av övergreppen ägde rum 1986, ett år innan polisen börjat utreda våldtäkterna i Scarborough. "Trots att myndigheterna misstänkt Bernardo för att ha varit inblandad i ett flertal andra brott (som exempelvis en rad våldtäkter i Amherst, New York och Terri Andersons mystiska drunkning Martindale Pond i St. Catharines), har han inte förrän nu erkänt sig skyldig till andra brott än de han blivit gripen för." Det har rapporterats att Bernardos advokat, Tony Bryant, skickade informationen till rättsliga myndigheter föregående november.

### "Jane Doe"
Två år tidigare när Homolka arbetade i en djuraffär stiftade hon bekantskap med en 13-årig flicka som såg upp till Homolka som en storasyster. Den 7 juni 1991 bjöd Homolka med tonåringen (med pseudonymen Jane Doe i rättegångarna) på en tjejkväll. Efter att ha shoppat och ätit middag den kvällen tog Homolka med "Jane Doe" till huset på Bayview Avenue och bjöd henne på drinkar spetsade med halcion.
Efter att "Jane Doe" förlorat medvetandet ringde Homolka till Bernardo och berättade att hans överraskning till bröllopspresent var klar. De klädde av "Jane Doe", som var oskuld, och Bernardo filmade medan Homolka våldtog henne innan han själv våldtog "Jane Doe" och utsatte henne för anal våldtäkt. Följande morgon mådde "Jane Doe" illa och kräktes. Hon trodde att det var på grund av att det var första gången hon druckit alkohol. Hon insåg inte, att hon hade blivit våldtagen.
I augusti blev hon inbjuden igen till Port Dalhousie för att tillbringa natten där. "Jane Doe", vars identitet skyddas av lagen, slutade andas efter att hon hade blivit drogad och när Bernardo började våldta henne. Homolka ringde 911 för att få hjälp men ringde tillbaka några minuter senare och sade att "allt har ordnat sig" och sjukvårdarna från akuten kallades tillbaka. 
Den 22 december 1992 besökte "Jane Doe" paret ännu en gång. Den här gången pressade paret henne till att ha sex med Bernardo; hon blev upprörd och gick därifrån. 

### Morden på skolflickor

#### Tammy Homolka
1990 hade Bernardo tillbringat mycket tid tillsammans med Homolkas familj, och gjort ett mycket gott intryck på dem. Han var förlovad med den äldsta dottern och flirtade konstant med de yngsta. Men han hade inte talat om för dem att han förlorat sitt jobb och istället smugglade han cigaretter över gränsen mellan Kanada och USA. Vid det laget hade han blivit besatt av Tammy Homolka (född 1 januari 1975), kikade in genom hennes fönster och gick in i hennes rum och onanerade medan hon sov. I juli tog Bernardo med henne över gränsen för att smuggla mer öl till en fest hos Homolkafamiljen; Bernardo berättade för sin fästmö, att när de var där, blev de "fulla och började hångla".
Enligt Bernardos vittnesmål under rättegången den 25 juli 1990 hade Homolka blandat spaghettisås med krossade valiumtabletter som hon hade stulit från djurkliniken i Martindale där hon arbetade. Hon serverade middag till sin syster som inom kort förlorade medvetandet. Bernardo började våldta henne medan Homolka tittade på, men efter en minut vaknade Tammy till.
Sex månader före deras bröllop stal Homolka bedövnings- och sömnmedel från kliniken. Den 23 december 1990 blandade Homolka och Bernardo sömntabletter i 15-åringens drink. Efter att Tammy förlorat medvetandet klädde paret av henne, och Homolka lade en trasa dränkt i halotan över sin systers näsa och mun. 
Homolka ville "ge Tammys oskuld till Bernardo i julklapp" för att Bernardo, enligt Homolka, alltid varit upprörd över att hon inte var oskuld när de träffades. Medan hennes föräldrar låg och sov på övervåningen, filmade paret när de våldtog henne i källaren. Tammy började kräkas. Paret försökte väcka henne till liv igen utan att lyckas. Innan de ringde 911 gömde de undan alla bevismaterial, klädde på Tammy och bar ner henne i källarsovrummet. Några timmar senare dödförklarades Tammy Homolka på St. Catharines General Hospital utan att ha återfått medvetandet.
Trots parets ifrågasatta beteende – dammsugning av golv och tvätt mitt i natten och trots en kemisk brännskada på Tammys ansikte, trodde polisen från Niagara Regional och Homolkas familj på parets berättelse om hur det hela hade gått till. Den officiella orsaken till Tammy Homolkas död var en olycka; hon kvävdes av sin egen uppkastning efter konsumtion av alkohol. Därefter filmade paret sig själva när Karla klädde sig i Tammys kläder och låtsades vara sin syster. Kort efteråt flyttade de från familjen Homolkas hus och hyrde en envåningsvilla i Port Dalhousie, för att lämna hennes föräldrar ifred med att bearbeta sin sorg efter förlusten.

#### Leslie Mahaffy
Tidigt på morgonen den 15 juni 1991 tog Bernardo en genväg till Burlington, halvvägs mellan Toronto och St. Catharines, för att stjäla en nummerplåt. Där stötte han på 14-åriga Leslie Mahaffy (född 5 juli 1976). Hon hade överskridit sitt utegångsförbud efter att ha varit på en begravning och kunde inte hitta någon att tillbringa natten hos.
Bernardo närmade sig henne och sade att han letade efter ett hus i grannskapet som han kunde bryta sig in i. Men trots det blev Leslie inte särskild bringad ur fattning, och frågade om han hade några cigaretter. Bernardo ledde henne till sin bil, band för ögonen på henne och tvingade in henne i bilen. Med Leslie i bilen körde han tillbaka till Port Dalhousie där han berättade för Homolka att han skaffat "en lekkamrat". Den påföljande tortyren, våldtäkten och anala våldtäkten som Leslie Mahaffy utsattes för filmades av Bernardo och Homolka, medan musik av Bob Marley och David Bowie spelades i bakgrunden. Vid ett tillfälle sade Bernardo "Du sköter dig mycket bra, Leslie, du sköter dig jävligt mycket bra", och sedan tillade han "De följande två timmarna kommer att avgöra vad jag ska göra med dig. Men just nu sköter du dig utmärkt." En annan del av bandet, som spelades upp under Bernardos rättegång, visade hur misshandeln eskalerade. Leslie Mahaffy grät av smärta och vädjade Bernardo till att sluta; i huvudbeskrivningen av scenen utsatte han henne för anal våldtäkt medan hennes händer var fastbundna med snören. Senare sade Leslie till Bernardo att bindeln för hennes ögon höll på att glida av, en illavarslande händelse då detta innebar möjligheten att hon kanske kan identifiera båda av sina förövare om de lät henne leva. 
Bernardo påstod att Homolka gav henne en dödlig dos med halcion dagen efter, medan Homolka istället påstod att Bernardo hade strypt henne. Paret placerade Leslie Mahaffys kropp i sin källare för att göra sig av med kroppen senare.
Efter att familjen Homolka och deras kvarvarande dotter, Lori, hade lämnat huset beslutade Bernardo och Homolka att det bästa sättet att göra sig av med beviset var att såga Leslie Mahaffys kropp i små delar och packa in dom i cement var för sig. Bernardo köpte ett dussin cementsäckar från järnaffären följande dag (något som visade sig få negativa följder för honom vid rättegången) och använde sin farfars cirkelsåg för att såga isär kroppen. Därefter gjorde Bernardo och Homolka ett flertal resor fram och tillbaka till Lake Gibson, 18 kilometer söder om Port Dalhousie, för att dumpa cementklossarna. Åtminstone ett av blocken vägde 100 kg, vilket gjorde det problematiskt för paret att dumpa det på djupt vatten. Istället lämnades det under vattnet nära stranden, där det påträffades av en far och son på fisketur den 29 juni 1991.

#### Kristen French
På eftermiddagen den 16 april 1992 körde Bernardo och Homolka genom St. Catharines för att leta efter tänkbara offer. Det var efter skoltid fredagen före påsk. Eleverna var på väg hem och gatorna var i princip tomma. När de passerade Holy Cross Secondary School, ett katolskt gymnasium i stadens norra del, fick de syn på Kristen French (född 10 maj 1976), en 15-årig student, som gick med raska steg i riktning mot sitt hus som låg i närheten. Paret stannade bilen på parkeringsplatsen i närheten av Grace Lutheran Church. Karla gick ut ur bilen, med en karta i handen, och låtsades behöva hjälp med vägledningen. 
Kristen French och Homolka hade sett varandra förut eftersom båda ägde hund och rastade dem i samma parker. Av alla som kände henne ansågs Kristen vara en ansvarsfull, mogen och hjälpsam person. Samtidigt som hon kollade på kartan attackerade Bernardo henne bakifrån, beväpnad med kniv och tvingade in henne i framsätet på bilen. Homolka kontrollerade Kristen från baksätet genom att hålla fast henne i håret. 
Kristen gick samma väg varje dag och det tog omkring femton minuter för henne att komma hem för sköta sin hunds behov. Kort efter att då hon skulle ha kommit hem blev hennes föräldrar oroliga. De blev övertygade om att hon hade råkat ut för något och kontaktade Niagara Regional Police (NRP). Inom ett dygn hade NRP samlat ihop en grupp som sökte igenom området, där Kristen dagligen brukade gå, och fann ett flertal vittnen som hade betraktat kidnappningen från olika håll och som därför kunde ge polisen en någorlunda bra beskrivning av kidnapparna och deras bil. Och därtill hittades en av Kristens skor på parkeringsplatsen.
Över påskhelgens tre dagar filmade Bernardo och Homolka hur de brutalt misshandlade, torterade och utsatte Kristen French för vaginal och anal våldtäkt. De tvingade henne att dricka stora mängder alkohol för att hålla henne undergiven gentemot Bernardo. Under Bernardos rättegång sade huvudåklagaren Ray Houlahan att Bernardo hela tiden hade för avsikt att döda henne, eftersom hon aldrig bar bindel för ögonen och därför kunde identifiera sina kidnappare.
Tragiskt nog, när Bernardo gick ut för att köpa pizza den 18 april, blev han sedd av Kerry Patrich som han hade förföljt föregående månad. Hennes polisanmälan missköttes, som domare Archie Campbell noterade i sin utredning av Bernardos brott, vilket därför upphävde chansen att Kristen French skulle bli upptäckt hos Bernardo.
Den följande dagen blev paret inbjudna till familjen Homolka på påskmiddag, och Kristen French blev mördad. Vid sin rättegång vittnade Homolka att Bernardo hade strypt henne i exakt sju minuter, samtidigt som hon kollade på. Bernardo påstod däremot att Homolka hade slagit henne med en stor gummiklubba då hon försökt rymma, och att Kristen därför ströps av en rännsnara knuten runt halsen som var säkrad vid en kista. Direkt efteråt gick Homolka och gjorde i ordning håret.
Kristen Frenchs nakna kropp hittades den 30 april 1992 i ett dike mindre än en kilometer från kyrkogården där Leslie Mahaffys kropp ligger begraven. Kroppen hade blivit tvättad och håret hade blivit avklippt för att försvåra identifiering.

## Andra potentiella och möjliga offer
Förutom de bekräftade morden på Tammy Lyn Homolka, Leslie Erin Mahaffy och Kristen Dawn French finns det även misstankar om att Bernardo och/eller Homolka ligger bakom andra mord eller mordförsök.
- Den 28 juli 1991 förföljde Bernardo 21-åriga Sydney Kershen efter att hon sett honom, när hon var på väg hem från jobbet, i hans Nissan 240 SX. Den 9 augusti 1991 fortsatte han att förfölja henne. Den här gången försökte hon undvika honom, och stannade till vid sin pojkväns hus strax innan han kom hem. Efter att pojkvännen fått syn på Bernardo började han jaga honom och skrev ner bilens registreringsnummer. Paret anmälde händelsen till Niagara Regional Police som fastställde att bilen tillhörde Paul Kenneth Bernardo. En poliskonstapel från NRP besökte Bernardos hem, där bilen stod parkerad vid infarten, men fortsatte inte med utredningen och upprättade inte ens en officiell polisanmälan.
- Den 30 november 1991 försvann 14-åriga Terri Anderson ungefär tre kvarter från parkeringsplatsen där Kristen French försvann. Terri gick i nionde klass på Lakeport Secondary School, som låg alldeles i närheten av Kristen Frenchs skola. Terri Anderson och Kristen French försvann inom ett intervall på två kilometer ifrån varandra. I april 1992 sade NRP, att de inte hade några bevis för att kunna länka samman de båda försvinnandena. Men i maj 1992 hittades Terri Andersons kropp i vattnet vid Port Dalhousie. Rättsläkaren hittade inga tecken på brottslig gärning, trots svårigheterna att fastställa något sådant från en kropp som legat i vattnet under ett halvår. Rättsläkaren konstaterade att hon hade drunknat, antagligen på grund av konsumtion av alkohol och LSD. Han påstod också att Terri Andersons fall var kontroversiellt i förhållande till morden på Leslie Mahaffy och Kristen French.
- Ett tidningsurklipp, som hittades av polisen under genomsökningen av Bernardos hus, beskrev en brutal våldtäkt som ägde rum i Hawaii under samma period då paret tillbringade sin smekmånad där. Fyndet av artikeln, och att våldtäkten faktiskt liknade Bernardos modus operandi samt att han var närvarande under händelseförloppet, ledde till misstankar om att Bernardo låg bakom våldtäkten. Polisstationerna på båda sidorna av gränsen mellan USA och Kanada trodde att Bernardo var ansvarig för våldtäkten, men han kom aldrig att åtalas för våldtäkten.
- 1998 publicerade författaren Derek Finkle boken "No Claim to Mercy" som presenterade bevis som kopplade Bernardo till mordet på Elizabeth Bain, som försvann den 19 juni 1990 från Scarboroughs universitetsområde vid Torontos universitet. Hennes bil hittades tre dagar senare med en stor blodfläck i baksätet. Robert Baltovich, som fortsatte att bedyra sin oskuld, fälldes den 31 mars för icke överlagt mord på sin flickvän. Under hans rättegång föreslog hans advokater att det var den så kallade "Våldtäktsmannen i Scarborough" som låg bakom mordet. Han avtjänade åtta år av sin livstidsdom, men i september 2004 bearbetades hans överklaganden. Hans advokater påstod, att han hade blivit felaktigt anklagad och att Bernardo i själva verket var skyldig till mordet. Den 2 december 2004 ställde Ontario Court of Appeal in domen och skickade klagomål till domaren som ursprungligen avkunnade domen. Den 15 juli 2005 rapporterades det att Robert Baltovich väntar på en ny rättegång. Rättegången ska äga rum i slutet av mars 2008 med David McCombs som ordförande. Elizabeth Bains kropp har aldrig återfunnits.
- Den 29 mars 1992 förföljde och videofilmade Bernardo Shanna och Kerry Patrich från sin bil och följde dem till deras föräldrars hus. Systrarna Patrich återgav felaktigt registreringsnumret på hans bil. Den 31 mars 1992 rapporterade Shanna Patrich händelsen till NRP. Den 18 april 1992, medan Homolka vaktade Kristen French, gick Bernardo ut för att handla mat och hyra film. Då fick Kerry Patrich syn på honom och försökte förfölja honom till hans hem, men misslyckades. Trots att Kerry tappade bort honom lyckades hon däremot få en bättre beskrivning av hans bil och dess registreringsnummer, som hon rapporterade till NRP. Men informationen missköttes av polisen och slank ner i "det svarta hålet", såsom domare Archie Campbell uttryckte det i sin anmälan 1996.

## Rättegång
Bernardos rättegång för morden på French och Mahaffy ägde rum 1995. Rättegången innehöll ett detaljerat vittnesmål från Homolka samt videobanden med de inspelade våldtäkterna. All publicering av rättegången förbjöds och rättegången flyttades från Toronto till St. Catharines, där morden hade ägt rum. Under rättegången påstod Bernardo att dödsfallen var olyckshändelser och att hans fru var den egentliga mördaren. Den 1 september 1995 fälldes Bernardo för ett antal brott, inklusive de två morden och de sexuella övergreppen. Han dömdes till livstids fängelse. Bernardo förklarades senare som en "farlig förbrytare", vilket gör det mycket osannolikt att han någonsin kommer att släppas fri. Sedan dess att Bernardos dom avkunnats har han hållits inspärrad i en hårt bevakad och isolerad fängelseavdelning, för att skyddas mot andra fångar, i Kingston Penitentiary i Kingston, Ontario. 
I utbyte mot straffrabatt förhandlande Homolka till sig 12 år i fängelse för dråp och vittnade mot Bernardo under hans mordrättegång. Homolkas straff har bemötts av högljudd kritik.

## Homolkas frigivning
Homolka frigavs från fängelset den 4 juli 2004. Flera dagar innan detta intervjuades Bernardo av polisen och sin advokat, Tony Bryant. Enligt Bryant påstod Bernardo att han alltid hade för avsikt att slutligen befria flickorna som han och Homolka kidnappade. När Mahaffys ögonbindel föll av, så att hon såg Bernardos ansikte, blev Homolka orolig över att hon skulle identifiera honom och därefter anmäla honom. Bernardo berättade också hur Homolka planerade att mörda Mahaffy genom att injicera luft i hennes blodsystem och därav orsaka blodpropp. 

## Film, böcker och andra referenser
Ett antal böcker har skrivits om Bernardo. I oktober 2005 släpptes en långfilm om fallet under titeln Karla, med Misha Collins som Bernardo och Laura Prepon som Homolka.
I sin sång "God Bless" nämner bandet Combichrist Paul Bernardo och Karla Homolka.